# Akkisagar, Parasgad
Akkisagar là một làng thuộc tehsil Parasgad, huyện Belgaum, bang Karnataka, Ấn Độ.